# Olaus Petri Drake
Olaus Petri Drake, född i Jämtland, död 1658 i Brunflo socken, var en svensk präst och riksdagsman.

## Biografi
Olaus Petri Drake anses traditionellt ha varit son till sin företrädare i Brunflo, herr Peder. Denne har traditionellt kallats Petrus Olai Drake, så till exempel i Anrep som också skriver att dennes far i sin tur, Olof Drake, skulle ha varit präst i Norge. Någon Petrus Olai har emellertid inte kunnat återfinnas i pastorslängden i Brunflo. Därför antas Olaus Petris närmaste företrädare, Peder Andersson, vara hans far. Hans systrar skulle i så fall vara de Ursilla och Lisabeth som gifte sig till Hudiksvall och Härnösand och därför fick arvsrätten indragen av den danske kungen.
Drake fick fullmakt på Brunflo socken 1626, och torde dessförinnan ha varit vice pastor. År 1640 blev han landsprost. Jämtland lydde vid tiden under Danmark, men i kyrkligt hänseende under Uppsala ärkestift. Under Drakes tid som landsprost inträffade freden i Brömsebro, i vars avtal ingick att Jämtland statsrättsligt införlivades med Sverige. Innan prästerna accepterade fredsavtalet samlades de hos Drake, som vände sig till biskopen i Trondheim för råd. På biskopens inrådan lät Drake författa en bön till drottning Kristina om att de norska prästerna skulle få behålla sina tjänster.
Drake var en av de två präster som representerade prästeståndet i Jämtland vid deras första svenska riksdag.
Drake var gift med Anna Roaldsdotter. Fyra av sönerna, däribland Johannes Olai Drake, blev kyrkoherdar i Jämtland, en son länsman och en son hemmansägare. Deras sonson Anders adlades von Drake.